# 日本歯科薬品
日本歯科薬品株式会社（にっぽんしかやくひん）は、山口県下関市に本社を置く歯科医用医薬品の製造販売を行う企業である。

## 製品
- ネオステリングリーン
- カリエスチェック
- カルシペックス
- アネジェクト
- ニシカスピン